# Dan Tobin

Dan Tobin och Katharine Hepburn i mitten i en Broadwayuppsättning av The Philadelphia Story.

Dan Tobin, född 19 oktober 1910 i Cincinnati, Ohio, död 26 november 1982 i Santa Monica, Kalifornien, var en amerikansk skådespelare. Han medverkade i biroller i ett dussintal Hollywoodfilmer från 1940-talet fram till 1970-talet, men gjorde framför allt många gästroller i amerikanska TV-produktioner.

## Filmografi, urval
- 1942 – Årets kvinna
- 1947 – Jag såg honom först!
- 1948 – Den stora klockan
- 1948 – Brott på Broadway
- 1948 – Skratt för miljoner
- 1949 – Kärlekens sång
- 1953 – Drömhustrun
- 1956 – Ett enkelt bröllop
- 1959 – Vredens man
- 1967 – Hur man lyckas i affärer utan att egentligen anstränga sig
- 1974 – Full speed igen, Herbie!